# Liste der Bodendenkmale in Barßel
In der Liste der Bodendenkmale in Barßel sind die Bodendenkmale der niedersächsischen Gemeinde Barßel aufgeführt. Die Quelle ist der Denkmalatlas Niedersachsen.
- Bitte beachten Sie, dass diese Liste keinen Anspruch auf Vollständigkeit erhebt.
- Die Angaben ersetzen nicht die rechtsverbindliche Auskunft der zuständigen Denkmalschutzbehörde.
- Es sind nur Daten aus dem Denkmalatlas verarbeitet.
- Der Stand der Liste ist der 16. April 2025.

Barßel im Landkreis Cloppenburg

## Allgemein
In den Spalten finden sich folgende Informationen des Bodendenkmales:
| Lage         | geographische Koordinaten                                                           |
| Bezeichnung  | Bezeichnung lt. Denkmalatlas                                                        |
| Beschreibung | Beschreibung lt. Denkmalatlas                                                       |
| ID           | Objekt-ID                                                                           |
| Bild         | Bild, ggf. zusätzlich mit Link zu weiteren Fotos im Medienarchiv Wikimedia Commons. |

## Barßel
| Lage                        | Bezeichnung                   | Beschreibung | ID       | Bild |
| --------------------------- | ----------------------------- | --- | -------- | ---- |
| 53° 10′ 28″ N, 7° 43′ 38″ O | Barßel 1, Schnappburg         | Außer dem eigentlichen Burghügel sind im Wiesengelände südl. davon noch einige kleine schwache Erderhebungen erkennbar. Ein früher die Halbinsel abtrennender Graben ist im Zuge neuerer Eindeichungsmaßnahmen zugeschüttet worden. Der Burghügel ist mit Gestrüpp und einzelnen Bäumen bestanden und weist mehrere Eingrabungslöcher auf. An der Wasserseite sind im Bereich des unter dem Einfluss der Gezeiten arbeitenden Wassers kleinere Ziegelbrocken festzustellen. Am Zugang zum Burgbereich ein Gedenkstein. Nach der urkundlichen Überlieferung scheint die Schnappburg im späten Mittelalter errichtet worden zu sein. An strategisch günstiger Stelle gelegen, diente sie zur Kontrolle und Überwachung des Nord-Südverkehrs. Am 25. Oktober 1400 trat Graf Nikolaus von Tecklenburg die Borgh tor Snappen an Münster ab. Im Jahre 1472 brandschatzte Johann „meyger van der Snappen“ das Ammerland, wogegen dann Graf Johann von Oldenburg die „were und brugken bei der Schnappen“ zerstörte und damit den Untertanen des Bischofs von Münster erheblichen Schaden zufügte. Über den Zeitpunkt der endgültigen Zerstörung der Burg fehlen genaue Angaben. Aus den dreißiger Jahren des 19. Jh. liegt ein Bericht über den damaligen Erhaltungszustand der Burgfundamente vor. | 28945401 | BW   |
| 53° 9′ 55″ N, 7° 40′ 40″ O  | Barßel 4, Befestigter Gutshof | Befestigter Gutshof mit einfachem, annähernd rechteckigem Wallgrabensystem. Der Graben umgibt eine fast ebene Fläche von ca. 105 (O-W) × 85 m. Graben-Br. ca. 2 m; T. bis 0,5 m. Der Wall ist tw. steil überformt durch Ablagerungen von Baumstubben. Wall-Br. bis 5 m, H. bis 2 m. Im W moderner Bach angrenzend. Vom ehemaligen Gebäudebestand sind keine obertägigen Reste erhalten. Laut D. Zoller handelt es sich um das ehemalige Johannitergut Osterhusen, das mit der ca. 2 km östl. gelegenen Johanniterkommende Bokelesch in Verbindung zu bringen ist und vermutlich im Spätmittelalter angelegt wurde. Urkundliche Überlieferungen sind bisher nicht bekannt. | 28944427 | BW   |